# 세계 지도자 정상회담
세계 지도자 정상 회담은 AIESEC이 주최하는 연례 행사이다.

## 역사
가장 중요한 AIESEC 세계 총회인 제 51차 세계 지도자 정상 회의 (Global Leaders Summit)가 이탈리아에서 개최되어  전 세계 100여 개국의 300 명이 넘는 젊은 지도자들이 만났다.
의회는 2009년 2월 로마에서 개최되었으며, AIESEC 역사의 61년 만에 이탈리아에서 처음으로 조직되었다. GLS 2009는 AIESEC 국가 지도자들을 하나로 모으고 AIESEC의 야망을 조직으로 성취하기 위해 함께 일하는 젊고 재능있는 개인들간의 접촉을 촉진하는 핵심에서 시작되었다. 의회는 2009년 2월 17-26일 사이에 10일 동안 지속되었으며, 4000명이 넘는 로마 학생들이 참여할 것으로 예상되는 여러 행사가 포함되었다.
세계 지도자 정상회담은 1다양성 관련 쟁점을 논의하고 잠재력을 개발할 목적으로 국제 청소년 및 기업 및 단체를 모으는 12 일간의 글로벌 정상 회의이다.

## 같이 보기
- AIESEC Foundation
- AIESEC 유럽 의회
- AIESEC 슬로베니아